# Konrad von Erlichshausen

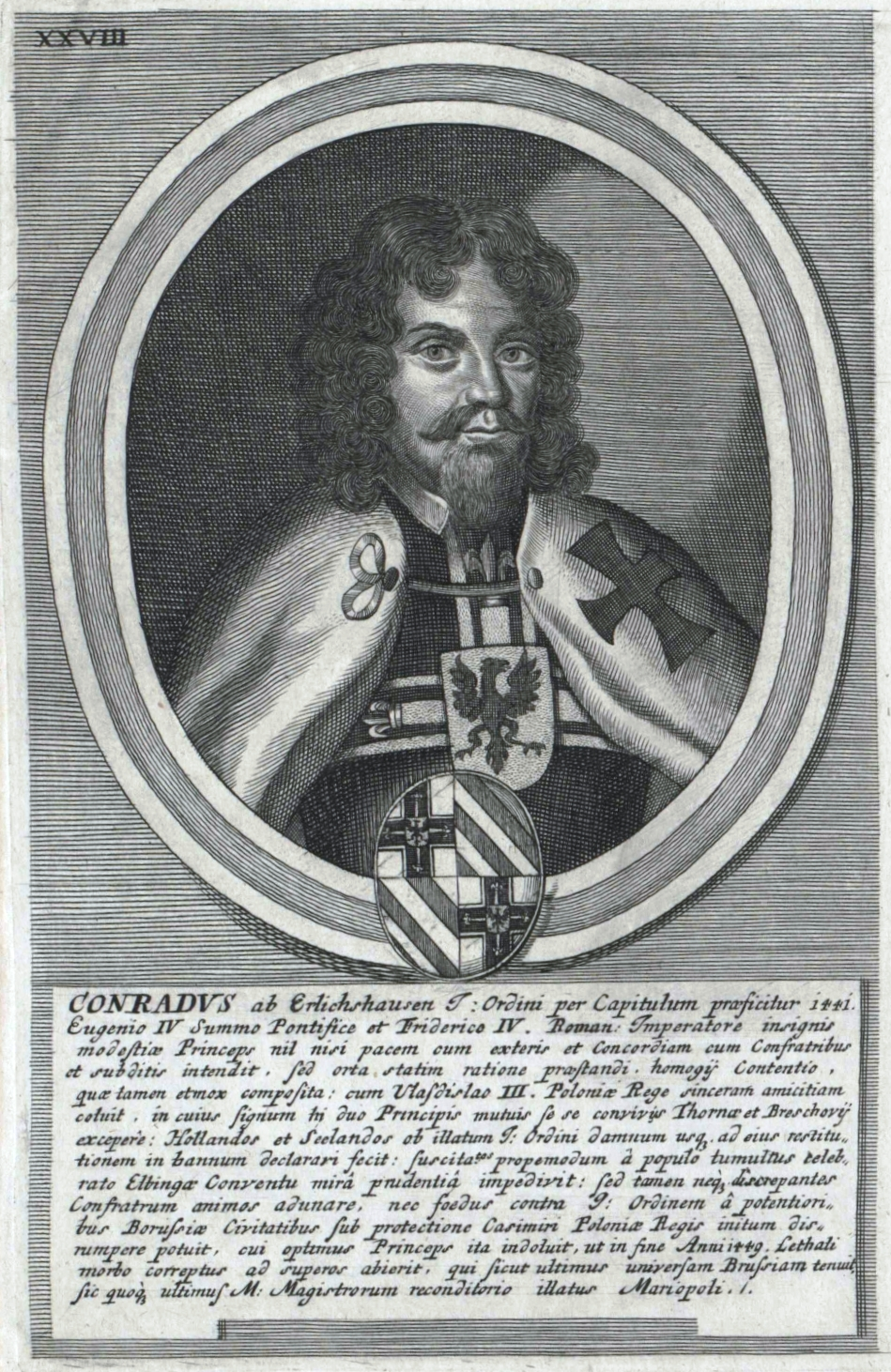
Konrad von Erlichshausen (Darstellung aus dem 17. Jahrhundert)

Hochmeisterwappen Konrads von Erlichshausen

Konrad von Erlichshausen (auch Konrad von Ellrichshausen; * um 1390 oder 1395 in Ellrichshausen bei Satteldorf; † 7. November 1449 in der Ordensburg Marienburg) war der 30. Hochmeister des Deutschen Ordens in der Zeit von 1441 bis 1449.

## Leben
Konrad von Erlichshausen stammte aus einem Geschlecht von Ministerialen der Herren von Hohenlohe im Raum Crailsheim-Feuchtwangen.
Seine Laufbahn im Orden begann er als Vogt von Roggenhausen. Danach war er zu unterschiedlichen Zeiten Komtur von Ragnit, von Thorn und von Althaus. Von 1432 bis 1439 war er Großkomtur und von 1434 bis 1436 sowie von 1440 bis 1441 Ordensmarschall.
Der Deutsche Orden war nach der Schlacht bei Tannenberg im Ersten Frieden von Thorn gezwungen worden, hohe Kontributionen an Polen zu zahlen, die ihn an den Rand des finanziellen Ruins brachten. Deshalb erhoben die Deutschritter erstmals Steuern von den preußischen Ständen und Hansestädten. Daraufhin forderten die Stände ein Mitspracherecht bei der Regierung des Ordensstaates, was abgelehnt wurde. Sie organisierten sich im Preußischen Bund, der am 14. März 1440 in Marienwerder gegründet wurde. Hochmeister Paul von Rusdorf lehnte dessen Anerkennung ab und trat am 2. Januar 1441 zurück (er starb eine Woche später), und Konrad, der gegen die Politik Rusdorfs opponiert hatte, wurde am 12. April 1441 als sein Nachfolger gewählt.
Er suchte den Ausgleich mit den Ständen und verlieh dem Land und den Städten mehr Rechte. Am 14. September 1441 erteilte er die Pomerellische Handfeste. 1443 verlieh Konrad die Handfeste an Arys (polnisch Orzysz) mit einer Fläche von 790.000 ha. Bei einem Besuch von Seehesten (Szestno) bekräftigte er die Rechte von Sensburg (Mrągowo) am 20. Februar 1444. Später gründete er Krausendorf (Kruszewiec) bei Rastenburg (Kętrzyn).
Alles in allem gelang ihm die friedliche Durchsetzung der Ordensinteressen gegenüber den Landständen und 1446 eine Entschärfung der Satzung des Preußischen Bundes.
Gleichzeitig erreichte er den Ausgleich mit dem Deutschmeister und dem Landmeister von Livland. 1442 erfolgte eine Reform der Ordensregeln.
1448 kam es zur Verständigung mit Polen (Frieden von Rastenburg).
Konrads Politik des Ausgleichs endete mit seinem Tod am 7. November 1449 in der Ordensburg Marienburg, wo er wie seine Vorgänger in der St.-Annen-Kapelle beerdigt wurde. Unter der klugen und kraftvollen Führung Konrads schien die Krise des Ordens überwunden. Das Ansehen des Ordens im In- und Ausland stieg wieder deutlich an. Sein Nachfolger wurde sein Cousin Ludwig von Erlichshausen.

### Biographien
- Klaus-Eberhard Murawski: Konrad von Erlichshausen. In: Neue Deutsche Biographie (NDB). Band 12, Duncker & Humblot, Berlin 1980, ISBN 3-428-00193-1, S. 518 f. (Digitalisat).
- Karl Lohmeyer: Konrad von Erlichshausen. In: Allgemeine Deutsche Biographie (ADB). Band 6, Duncker & Humblot, Leipzig 1877, S. 223–226.
- Friedrich Borchert: Die Hochmeister des Deutschen Ordens in Preußen erschienen in der „Preußischen Allgemeinen Zeitung“ am 16. November 2002